# 克里斯·帕達克
克里斯多福·喬瑟夫·帕達克（英語：Christopher Joseph Paddack，1996年1月8日—），為美國職棒大聯盟的投手，目前效力於底特律老虎。他先前曾效力於教士與雙城等隊。

## 職業生涯

### 邁阿密馬林魚
2015年美國職棒大聯盟選秀，帕達克在第八輪被馬林魚選中。他在小聯盟首年拿下4勝3敗，防禦率2.18，並在隔年升上1A。

### 聖地牙哥教士
2016年6月30日，馬林魚將帕達克交易到教士，換來費南多·羅尼。不過他在7月底韌帶撕裂，並在8月中進行湯米約翰手術，導致2016年和2017年球季都報銷。
2018年，帕達克在球團的保護下出賽，他在2A繳出1.91的防禦率。2019年春訓，帕達克拿下3勝1敗，防禦率1.76，讓他成功入選開季名單。他在3月31日完成大聯盟初登板，主投5局送出7次三振失1分。整季他拿下9勝7敗，防禦率3.33。2020年，帕達克成為球隊的開幕戰先發，這年他拿下4勝5敗，防禦率4.73。他在這年球季的球威開始下滑，被全壘打率有明顯上升。

### 明尼蘇達雙城
2022年4月7日，教士將帕達克、艾米里歐·帕岡和一名日後指定球員交易到雙城，換來泰洛·羅傑斯、Brent Rooker和現金。他在5月18日因進行湯米約翰手術，導致球季報銷。
2023年1月13日，帕達克與雙城簽下一年240萬美元的延長合約。不過後來他跳脫合約，並和雙城重簽一份3年1250萬美元的合約。

## 外部連結
- 球員資訊和成績在MLB ，ESPN ，Baseball Reference ，Baseball Reference (Minors) ，Fangraphs ，The Baseball Cube （英文）
- 克里斯·帕達克的X（前Twitter）